# John Borland Thayer
John Borland Thayer II (Filadelfia, 21 aprile 1862 – Oceano Atlantico, 15 aprile 1912) è stato un imprenditore e crickettista statunitense, vicepresidente della Pennsylvania Railroad.

## Biografia

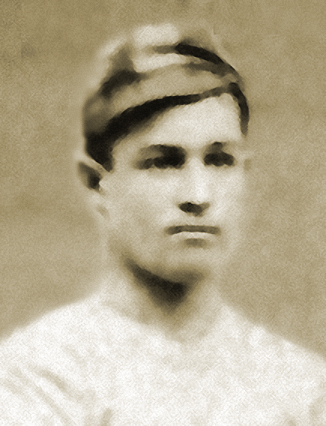
John Thayer nel 1879 come giocatore di baseball all'Università della Pennsylvania

John Borland Thayer nacque nel 1862 a Filadelfia da John Borland Thayer Sr. (1836-1904) e Mary Randolph Chapman (1839-1919). Frequentò l'Università della Pennsylvania, dove praticò il baseball e il cricket; quest'ultimo fu uno sport in cui ebbe poi una fortunata carriera, rimanendo per alcuni anni uno dei principali giocatori di cricket di Filadelfia .
Conclusa la carriera sportiva, John entrò nel mondo degli affari e divenne il vicepresidente della Pennsylvania Railroad, antica società ferroviaria statunitense . Il 9 novembre del 1893 sposò a Filadelfia Marian Longstreth Morris (1872-1944), figlia di Frederick Wistar Morris ed Elizabeth Flower Paul. La coppia avrà tre figli: John Borland Thayer III (1894-1945), detto Jack, Frederick Morris Thayer (1896-1956), Margaret Thayer (1898-1960), futura moglie del 3° segretario all'aeronautica degli Stati Uniti d'America Harold E. Talbott, e Pauline Thayer (1901-1981).

### L'incidente delTitanic
Nel 1912 i coniugi Thayer e il figlio John erano stati in Europa come ospiti dell'agente consolare di Berlino. Per ritornare in America prenotarono due cabine di prima classe sul RMS Titanic, la C-68 e la C-70. I Thayer erano accompagnati dalla cameriera di Marian, Margaret Fleming. La sera del 14 aprile i Thayer vennero invitati a cena nel salone del Ristorante À la Carte da George e Eleanor Widener. Alla cena presero parte anche il figlio dei Widener, Harry, i coniugi William e Lucile Carter, il colonnello Archibald Butt e il comandante del transatlantico Edward John Smith.
Dopo la collisione con l'iceberg, i Thayer salirono sul ponte superiore; Marian fu scortata sino ad una scialuppa di salvataggio, ma non vi s'imbarcò. Informato di ciò dallo steward George Dodd, John, che con il figlio si era spostato sull'altro lato della nave, ritrovò la moglie e la mise al sicuro sulla lancia di salvataggio numero 4, salvo però perdere John nella folla. Thayer fu visto per l'ultima volta dal colonnello Archibald Gracie IV assieme a George Widener e Charles Duane Williams vicino a dove, prima di essere ammainata, si trovava la lancia numero 7. Il suo cadavere, se recuperato, non fu mai identificato.